# Classic Queen
«Classic Queen» — сборник английской рок-группы Queen, вышедший в 1992 году. Classic Queen был выпущен во время проката фильма «Мир Уэйна», когда началась новая волна популярности группы в США.

## Список композиций
В альбоме находятся песни из сборников «Greatest Hits» и «Greatest Hits II» и другие.
1. «A Kind of Magic» (Роджер Тейлор)
2. «Bohemian Rhapsody» (Фредди Меркьюри)
3. «Under Pressure» (Queen и Дэвид Боуи) — ремикс песни
4. «Hammer to Fall» (Брайан Мэй) — версия сингла
5. «Stone Cold Crazy» (Queen)
6. «One Year of Love» (Джон Дикон)
7. «Radio Ga Ga» (Тейлор)
8. «I'm Going Slightly Mad» (Queen)
9. «I Want It All» (Мэй) — версия сингла
10. «Tie Your Mother Down» (Мэй) — версия сингла
11. «The Miracle» (Queen) — изменённая версия
12. «These Are the Days of Our Lives» (Queen)
13. «One Vision» (Queen) — изменённая версия
14. «Keep Yourself Alive» (Мэй)
15. «Headlong» (Queen)
16. «Who Wants to Live Forever» (Мэй)
17. «The Show Must Go On» (Queen)

### Нелегальные издания
В 1992 году неизвестная российская фирма нелегально выпустила данный сборник на двух пластинках: Classic Queen Volume 1 (серийный номер BL 1013) и Classic Queen Volume 2 (серийный номер BL 1014). На первой пластинке были записаны треки с оригинального компакт диска с 1 по 9, на второй — с 10 по 17. На обложке отсутствует какая-либо информация о производителе, также не указана длительность песен и участники записи.
В Восточной Европе сборник был нелегально выпущен на аудиокассетах. В Польше фирмой ESKA Records, в Румынии фирмой Vivo. Треклисты этих двух версий имеют отличия от треклиста оригинального американского сборника.

## Чарты
Альбом поднялся до 4 строчки в чарте Billboard 200 и стал трижды платиновым в США и пять раз платиновым в Канаде.